# Akropolia
Akropolia – polska korporacja akademicka działająca w okresie międzywojennym w Krakowie. Jej tradycje kontynuowane są przez działającą współcześnie Korporację Akropolia Cracoviensis.

## Historia
Historia Korporacji Akropolia, będącej najstarszą krakowską korporacją, sięga początków 1923 r., kiedy to wśród krakowskich studentów zrodziła się myśl powołania organizacji wzorem korporacji funkcjonujących w innych miastach. Pierwszym, który na gruncie krakowskim zaszczepił ideę korporacyjną w postaci serii wykładów, był Fil! Stanisław Szayna z K! Baltia. Kluczowym dla późniejszych wydarzeń był Zjazd Związku Akademickiego Młodzież Wszechpolska w kwietniu 1923, kiedy to późniejsi korporanci zdecydowali o założeniu pierwszych krakowskich korporacji w celu wzmocnienia pracy narodowej w Krakowie. W przekonaniu Akropolitów idea korporacyjna była związana z ideą wszechpolską z uwagi na wspólne cele. Pierwszy konwent Akropolii miał miejsce w dniu 25 V 1923 Oficjalne powstanie K! Akropolia oraz innych sześciu pierwszych krakowskich korporacji (K! Gnomia, K! Lauda, K! Wawelja, K! Virtus, K! Fraternitas Jagiellonica i K! Cracovia) wiąże się z przyjazdem do Krakowa członków K! Lechia z Poznania – Mariana Schroedera i Łucjana Kleina w dniu 5 VI 1923 Po spotkaniu z założycielami krakowskich korporacji w sali Towarzystwa Technicznego, nastąpiło ukonstytuowanie się Akropolii. Nazajutrz, 6 VI miała miejsce recepcja nowych rycerzy Akropolii oraz pierwsze „kwaśne mleko”, które stało się później korporacyjną tradycją. Pierwszym prezesem Korporacji został wybrany com! Jan Tabaczyński. Korporacją Matką Akropolii została poznańska Baltia, a Ojcem Korporacyjnym obrany został Roman Dmowski (filister honorowy Baltii). Datą starszeństwa związkowego ZPK!A Akropolii był 25 I 1924 r. Koło Filistrów ukonstytuowało się w 1926 r., zaś w 1929 nastąpiła fuzja K! Patricia z Akropolią. 6 grudnia 1930 w ramach wydarzeń związanych z IX Zjazdem Związku Polskich Korporacji Akademickich, miała miejsce uroczystość poświęcenia sztandaru korporacyjnego w katedrze wawelskiej. Bezpośrednio po uroczystości, na dziedzińcu wawelskim Fil! prof. Stanisław Gołąb wygłosił przemówienie poświęcone obowiązkom korporanta.

Poświęcenia sztandaru Korporacji na dziedzińcu wawelskim, 1930 r.

W latach 1929–1933 funkcjonowała filia Akropolii we Lwowie, która jednak na skutek wprowadzenia ustawy jędrzejewiczowskiej, musiała zaprzestać działalności.
Z chwilą wybuchu wojny, Akropolici stanęli do walki w obronie ojczyzny, walcząc zarówno w kampanii wrześniowej, jak też później w konspiracji oraz Polskich Siłach Zbrojnych na Zachodzie. W okresie powojennym, z uwagi na ucisk władz komunistycznych, nie było możliwe wznowienie działalności Korporacji.

## Symbolika

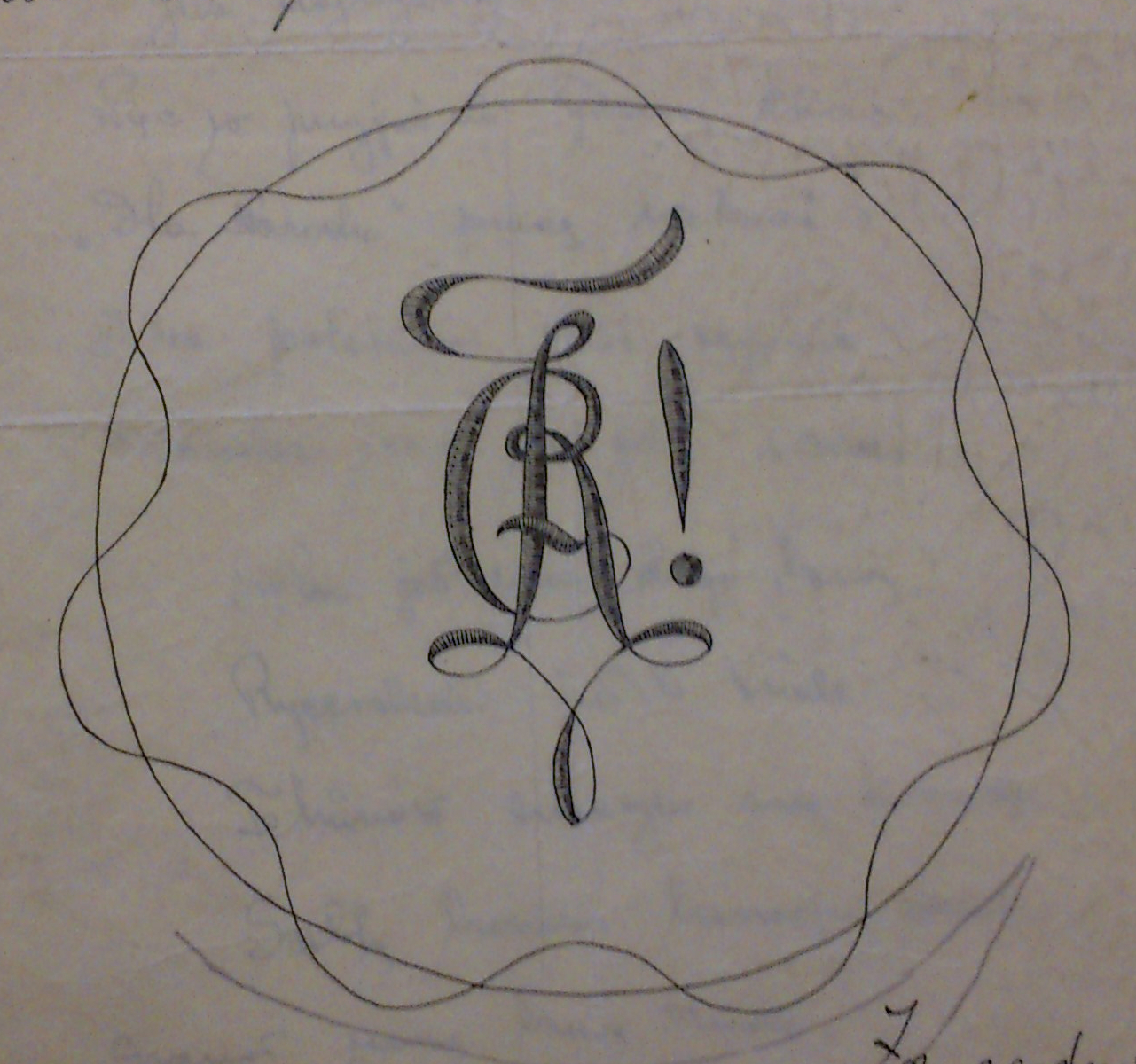
Projekt wyszycia na deklu z cyrklem Korporacji

### Barwy
- Popielata – symbolizuje braterstwo
- Srebrna – symbolizuje rycerskość
- Granatowa – symbolizuje szlachetność

### Cyrkiel
Monogram składający się z liter V–C–F–A z wykrzyknikiem, oznaczających słowa „Vivat, crescat, floreat Akropolia” oraz zdolność honorową Korporacji (wykrzyknik).

### Herb
Tarcza trójdzielna w skos. W polu popielatym cyrkiel Korporacji Akropolia. W polu srebrnym tarcza trójdzielna w skos. W jej polu fioletowym dwa miecze skrzyżowane, środkowe pole purpurowe, w polu czarnym cyrkiel korporacyjny. Nad tarczą hełm w koronie, w klejnocie pół lwa brązowego z mieczem w łapie. W polu granatowym napis „1923 Kraków”. Nad tarczą hełm, w klejnocie trzy srebrne pióra strusie. Labry srebrne. Za tarczą dwa skrzyżowane miecze z lewej strony.
Sztandar Korporacji z 1930 r. zachował się w zbiorach Muzeum Historycznego Miasta Krakowa i jest obecnie poddawany konserwacji.

## Osoby związane z Korporacją

### Prezesi[7]
- Jan Tabaczyński – 1923
- Bolesław Huczyński – 1926
- Jan Szumowski – 1927
- Czesław Winiarski – 1928
- Jan Szumowski – 1929
- Zbigniew Oleś – 1929
- Stefan Surzycki jr – 1930
- Henryk Maziarski – 1931
- Włodzimierz Kłak – 1931/1932
- Jarema Bojarski – 1932
- Janusz Huczyński – 1932
- Tadeusz Głąb – 1934
- Michał Kruczek – 1939

### Znani filistrzy
- ks. prof. Józef Archutowski (1879–1944) – filister honorowy, wybitny biblista, autor wielu prac poświęconych Staremu Testamentowi, długoletni dziekan Wydziału Teologicznego UJ, kurator z ramienia Senatu UJ Młodzieży Wszechpolskiej. Aresztowany w ramach Sonderaktion Krakau 6 XI 1939 Zginął 31 VIII 1944 pod gruzami zbombardowanego kościoła Sakramentek w Warszawie.
- prof. Stanisław Gołąb (1878–1939) – filister honorowy, przewodniczący Koła Seniorów i kurator Akropolii z ramienia Senatu UJ; wybitny prawnik cywilista i procesualista, uczestnik prac Komisji Kodyfikacyjnej.
- prof. Emil Godlewski (1875–1944) – filister honorowy, wybitny biolog i embriolog, trzykrotny dziekan Wydziału Lekarskiego UJ, doktor h.c. UJ i Uniwersytetu Jana Kazimierza we Lwowie, senator z ramienia Związku Ludowo-Narodowego.
- prof. Marian Heitzman (1899–1964) – filister, jeden z założycieli Akropolii w 1923 r., kurator Korporacji z ramienia Senatu UJ, historyk filozofii, w trakcie wojny w Polskich Siłach Zbrojnych na Zachodzie, kierownik Wydziału Politycznego w Ministerstwie Spraw Wojskowych w Rządzie na Uchodźstwie, attaché przy ambasadzie RP w ZSRS, autor pierwszego raportu dot. zbrodni katyńskiej.
- prof. Adam Łobaczewski (1870–1928) – profesor farmacji Uniwersytetu Jagiellońskiego, działacz narodowy (Stronnictwo Demokratyczno-Narodowe, Związek Ludowo-Narodowy), kurator Akropolii z ramienia Senatu UJ.
- Karol Hubert Rostworowski (1877–1938) – jeden z najwybitniejszych dramaturgów międzywojennej Polski, zajmujący się także poezją, publicystyką i muzyką, działacz narodowy (członek Ligi Narodowej, radny Krakowa z ramienia Stronnictwa Narodowego, redaktor naczelny „Trybuny Narodu” – organu Obozu Wielkiej Polski), autor przedmowy do Nowego Kodeksu Honorowego Stanisława Goraya.
- Stefan Surzycki (senior) (1864–1936) – filister honorowy i kurator Akropolii z ramienia Senatu UJ, twórca i pierwszy dziekan Wydziału Rolniczego UJ, działacz narodowy (współtwórca Związku Młodzieży Polskiej „Zet”, działacz Stronnictwa Narodowo-Demokratycznego), przyjaciel Romana Dmowskiego, ojciec Fil! Stefana Surzyckiego juniora, prezesa Akropolii w roku akademickim 1930/1931.
- prof. Władysław Szafer (1886–1970) – filister honorowy, botanik, wieloletni dyrektor Instytutu Botaniki UJ, rektor UJ w latach 1936–1938, doktor h.c. UJ, Uniwersytetu Karola w Pradze oraz UMCS, współtwórca wielu polskich parków narodowych.
- Jan Brzękowski (1903–1983) – jeden z założycieli Akropolii, polski poeta, pisarz i teoretyk sztuki początkowo związany z Awangardą Krakowską, twórca teorii i stylu tzw. metarealizmu pokrewnego poetyce surrealistycznej. Od 1928 roku mieszkał i publikował we Francji, w latach 1940–1944 był członkiem francuskiego ruchu oporu.